# Poletne olimpijske igre 1948
Poletne olimpijske igre 1948 (uradno Igre XIV. olimpijade) so potekale leta 1948 na stadionu Wembley (London, Anglija). Po 12-letnem premoru zaradi druge svetovne vojne so bile to prve poletne olimpijske igre, ki so potekale po POI 1936.